# صحراء النوبة

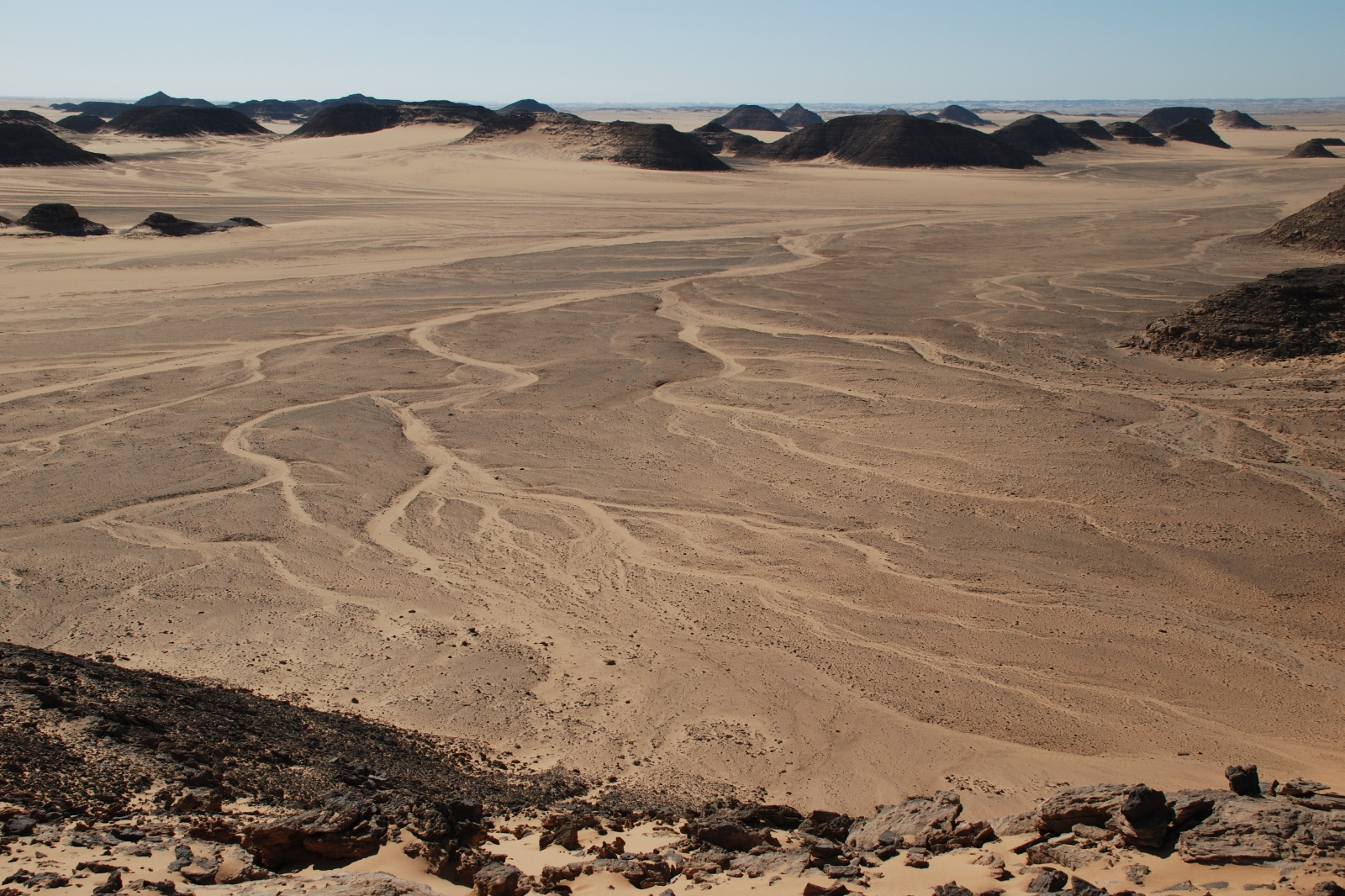
صحراء النوبة قرب وادي حلفا

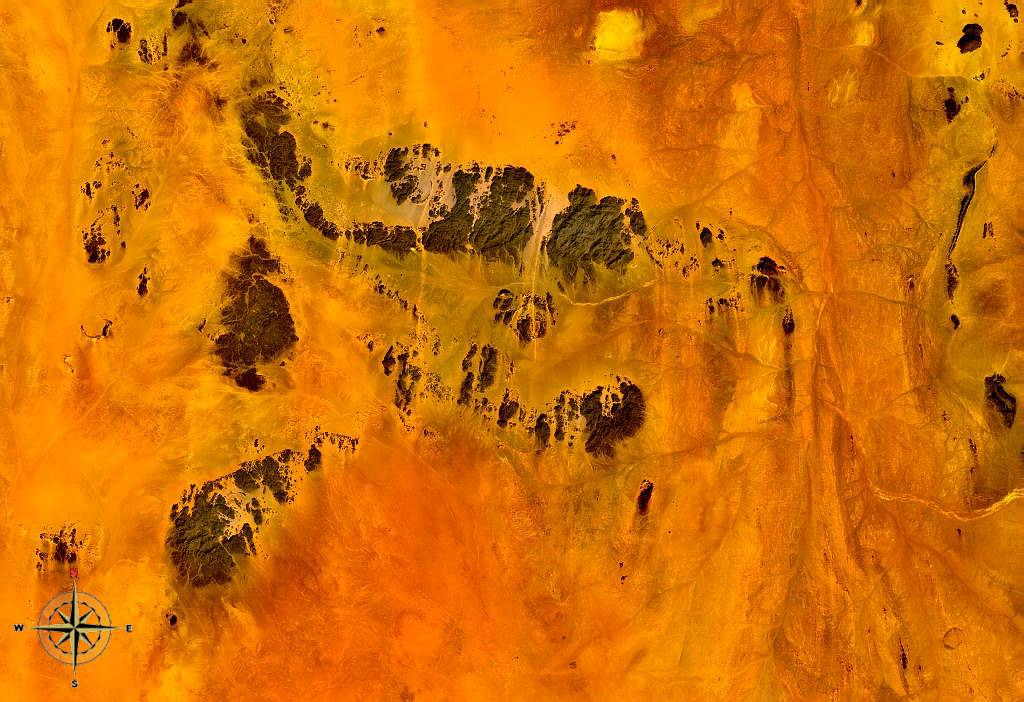
صورة لجزء من الصحراء النوبية التقطت من الفضاء

صحراء النوبة تقع في المنطقة الشرقية من الصحراء الكبرى، والتي تغطي حوالي 50,000 كيلومتر مربع شمال شرق السودان بين نهر النيل والبحر الأحمر، تعتبر الصحراء منطقة قاحلة، وبها هضبة رملية حجرية، تملك صحراء النوبة الكثير من الأودية التي تتدفق نحو نهر النيل، ليس هناك عمليا أي أمطار في صحراء النوبة، وليس بها أيضا أي من الواحات، ويعتبر سكان صحراء النوبة التقليديين هم النوبيون، بلدة العبيدية السودانية تعتبر أقرب بلدة لصحراء النوبة.

## أحداث الصحراء
تُعتبر صحراء النوبة الموطن الوحيد للنخيل المهددة بالانقراض مديم أرغون، وهي الآن وفي الوقت الحالي لا نظهر إلا في حالات نادرة في بعض الواحات في الصحراء.
زفي 7 أكتوبر 2008 انفجر ماسح السماء كاتالينا المسمى (TC3)، وذلك عام 2008 فوق الصحراء النوبية. في ذلك اليوم كانت السماء مشرقة بشكل كبير جدًا، وذكر الناس أنه وعلى بعد مئات الأميال قدر شاهدوا ومضات مضيئة.

## معرض الصور

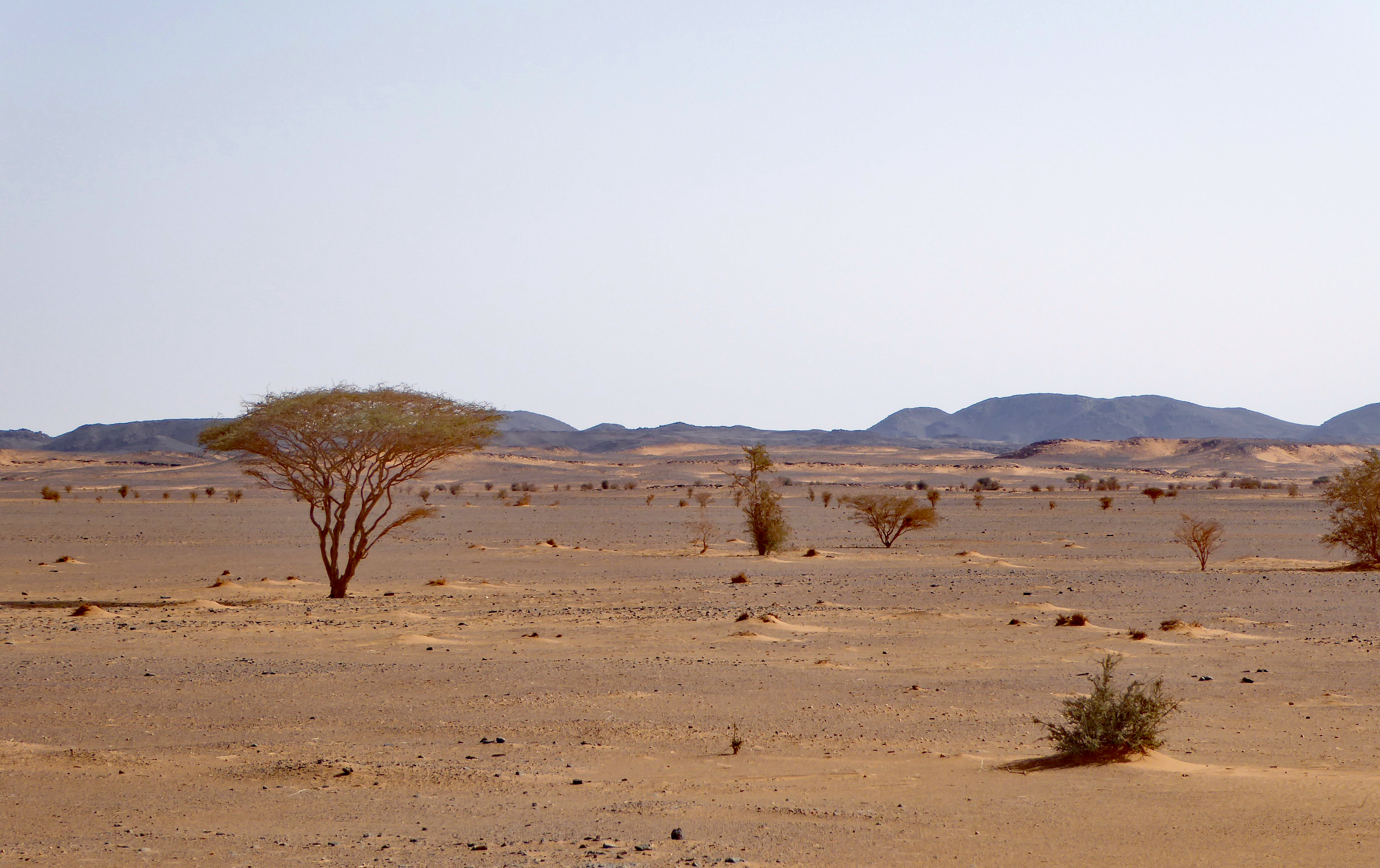
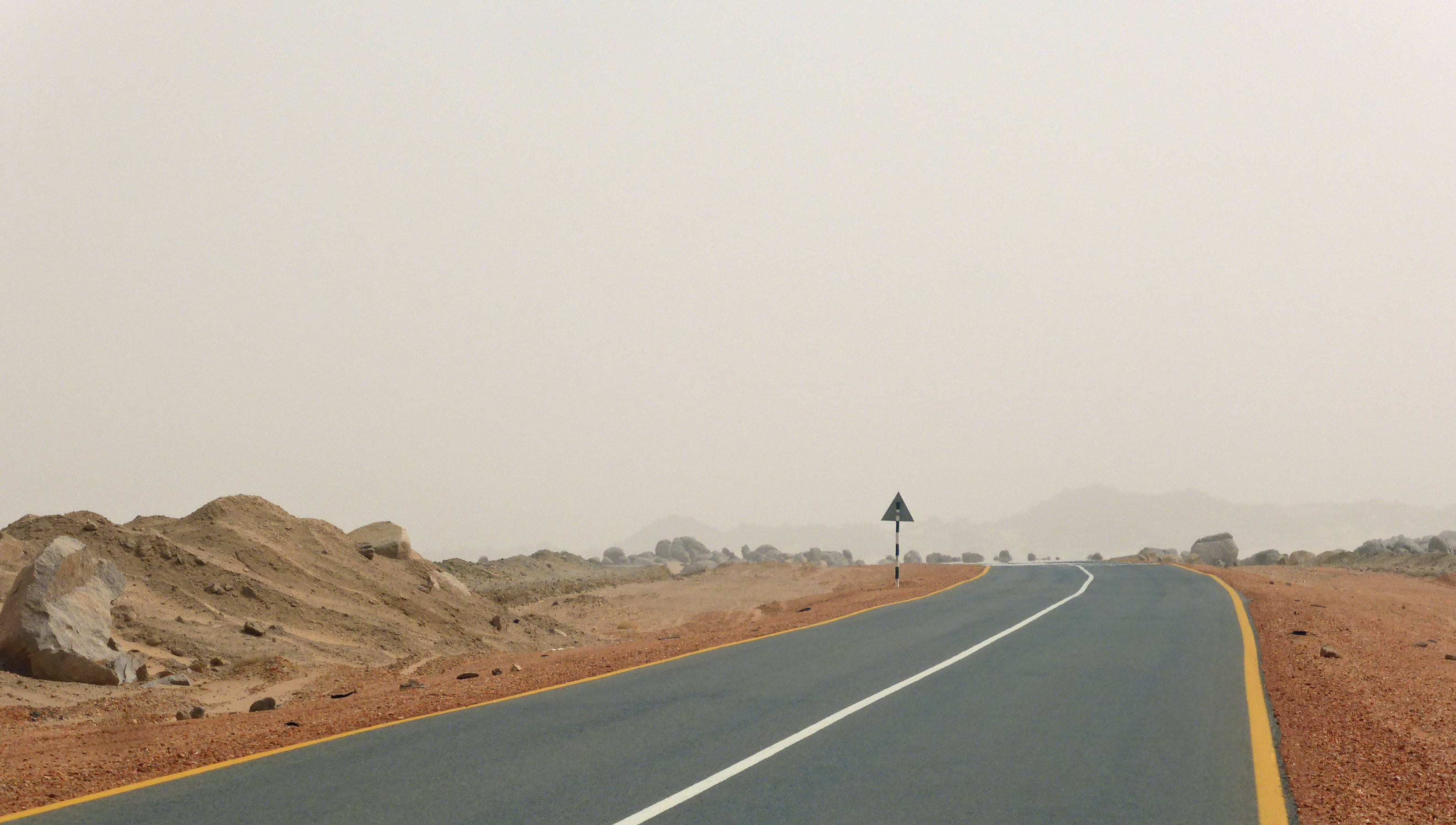
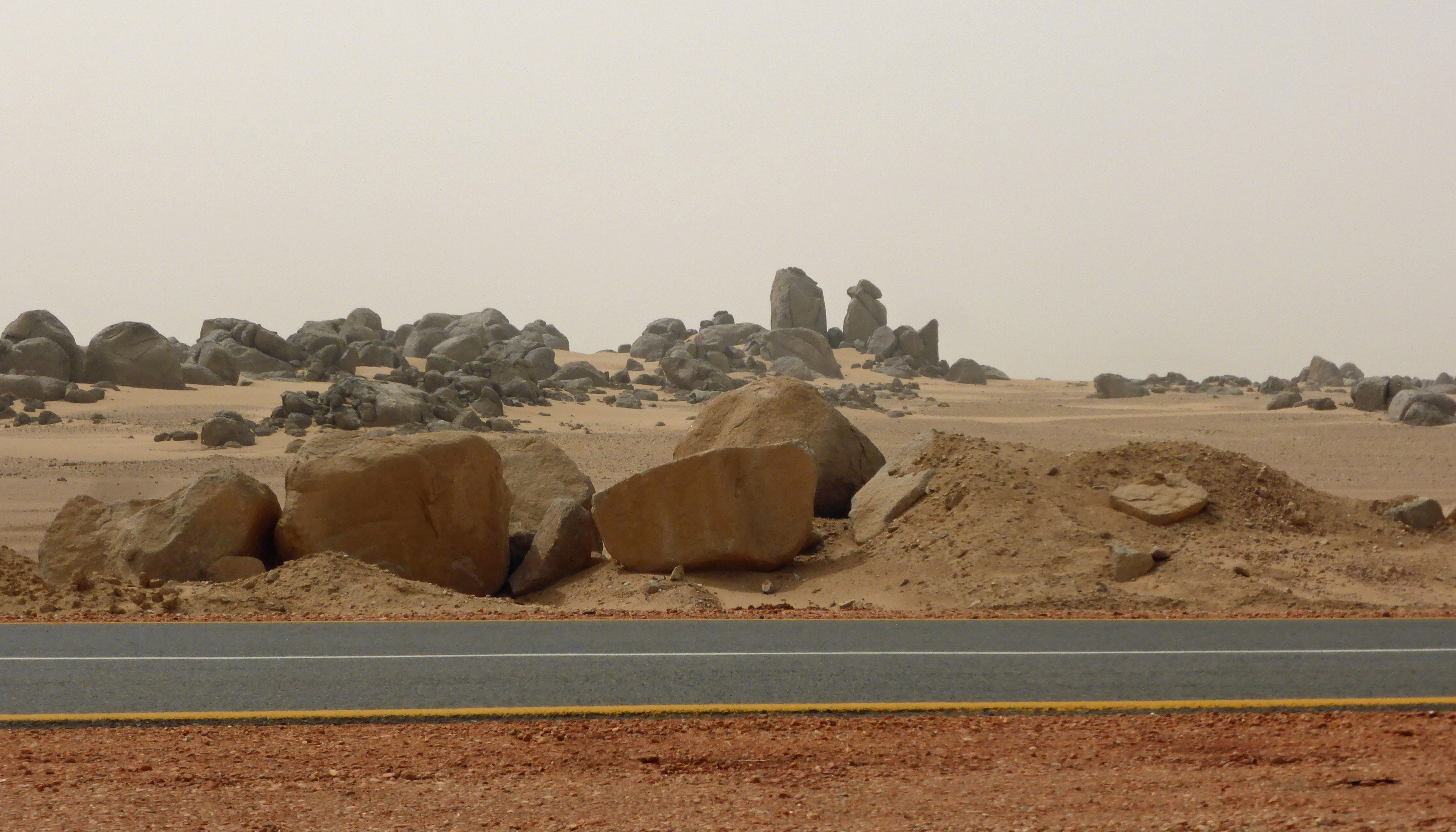
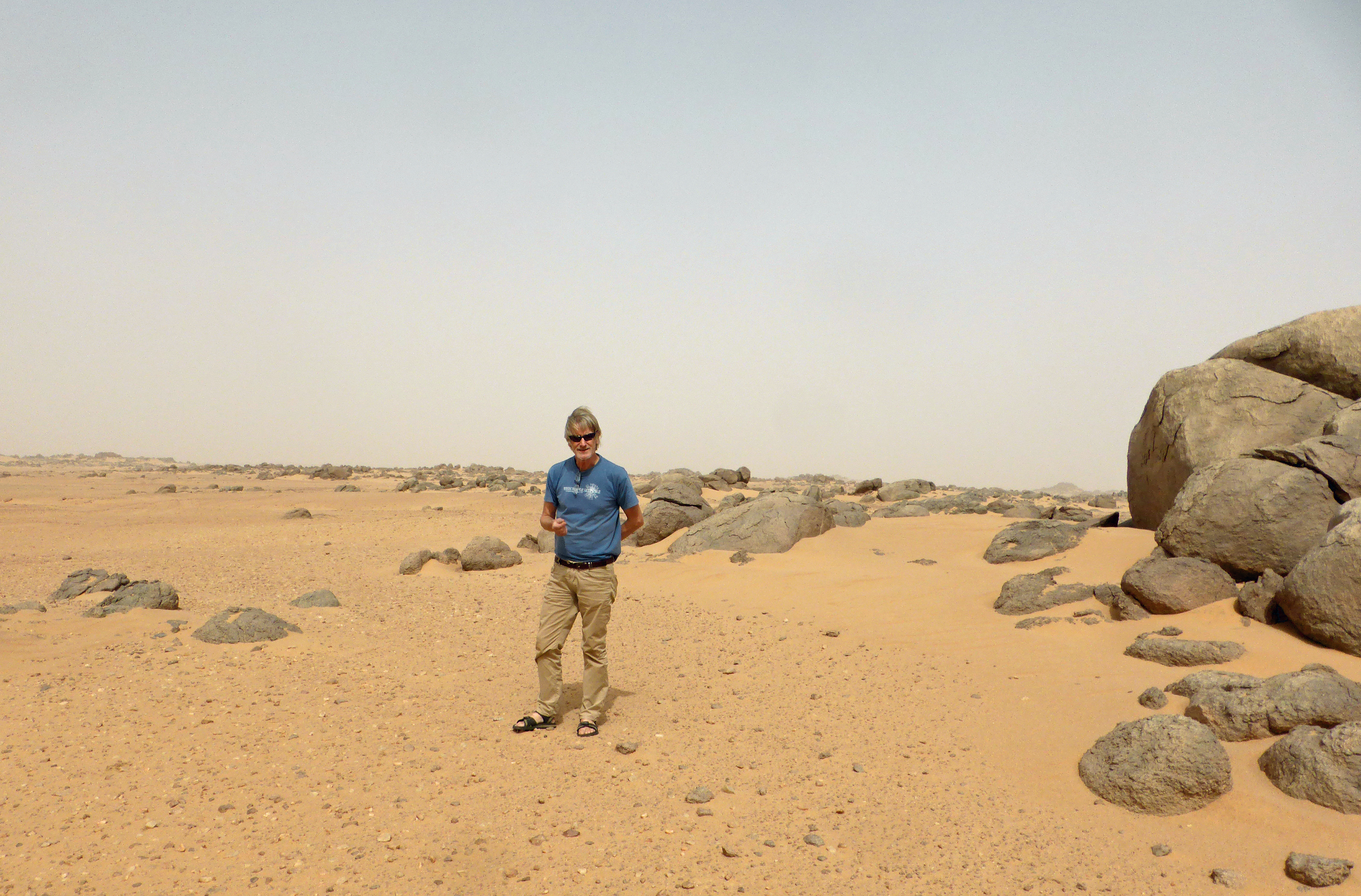
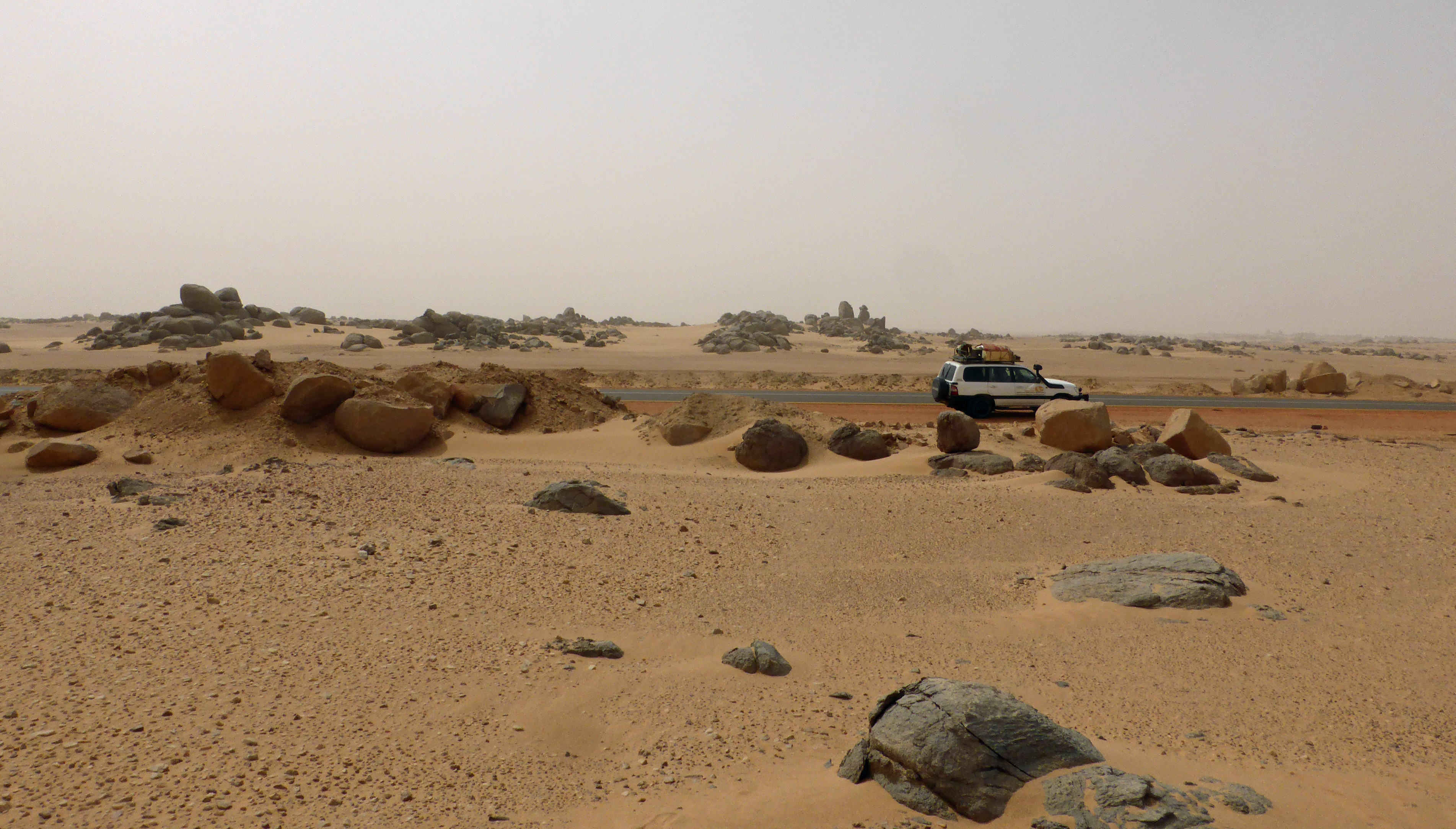
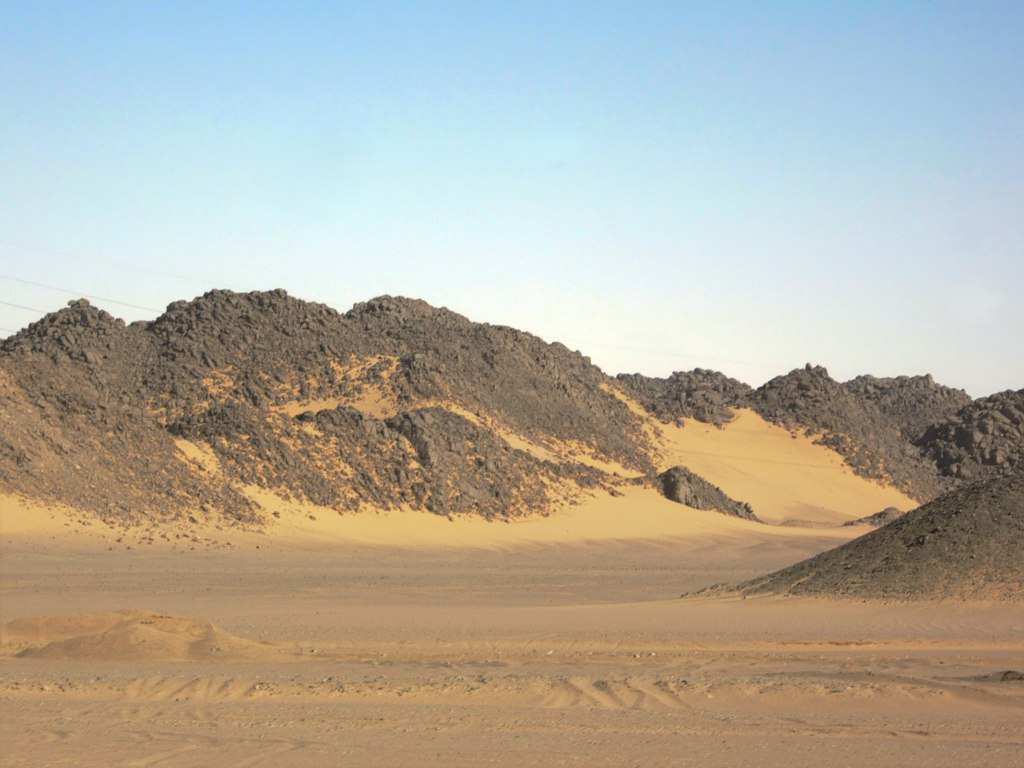
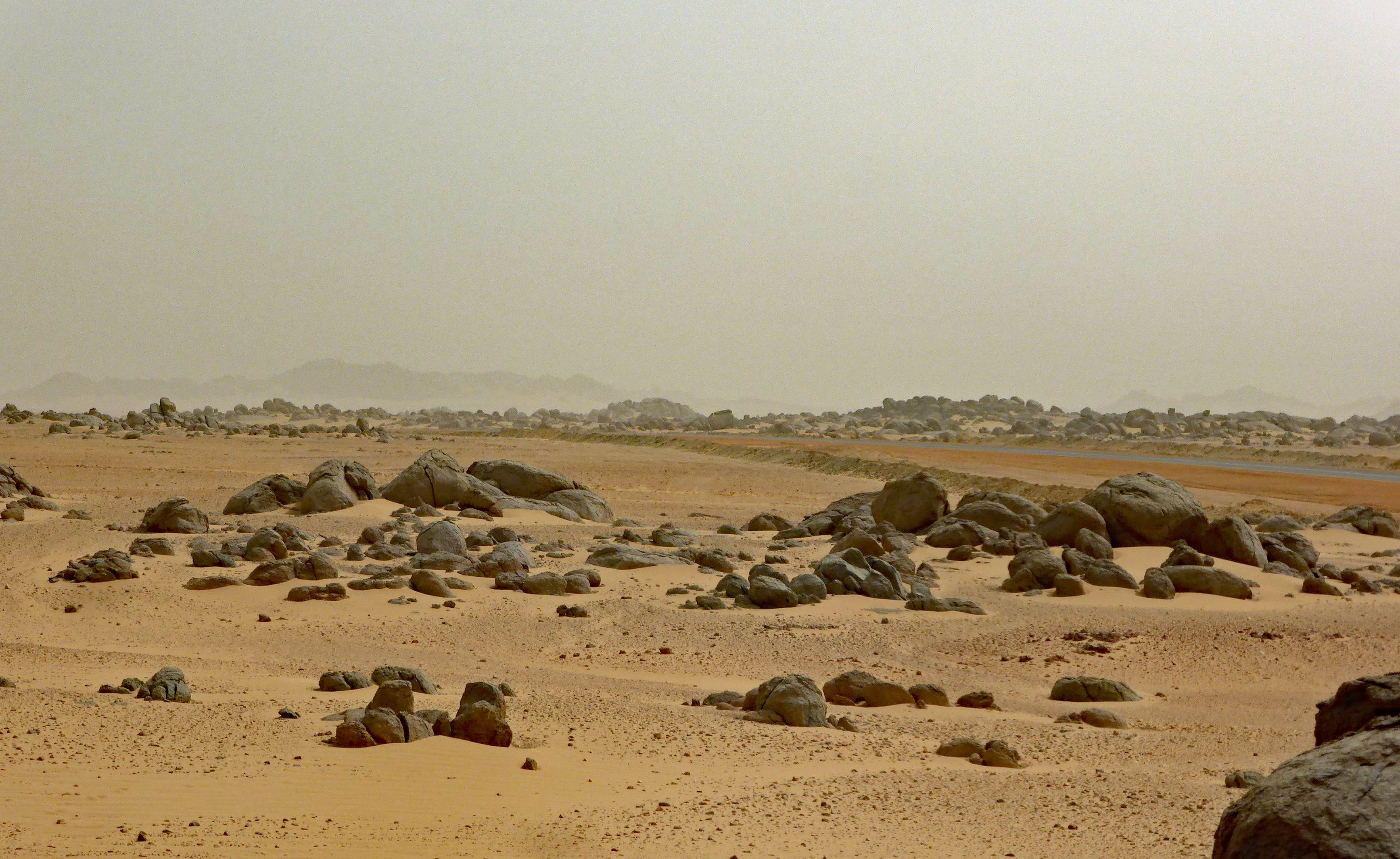
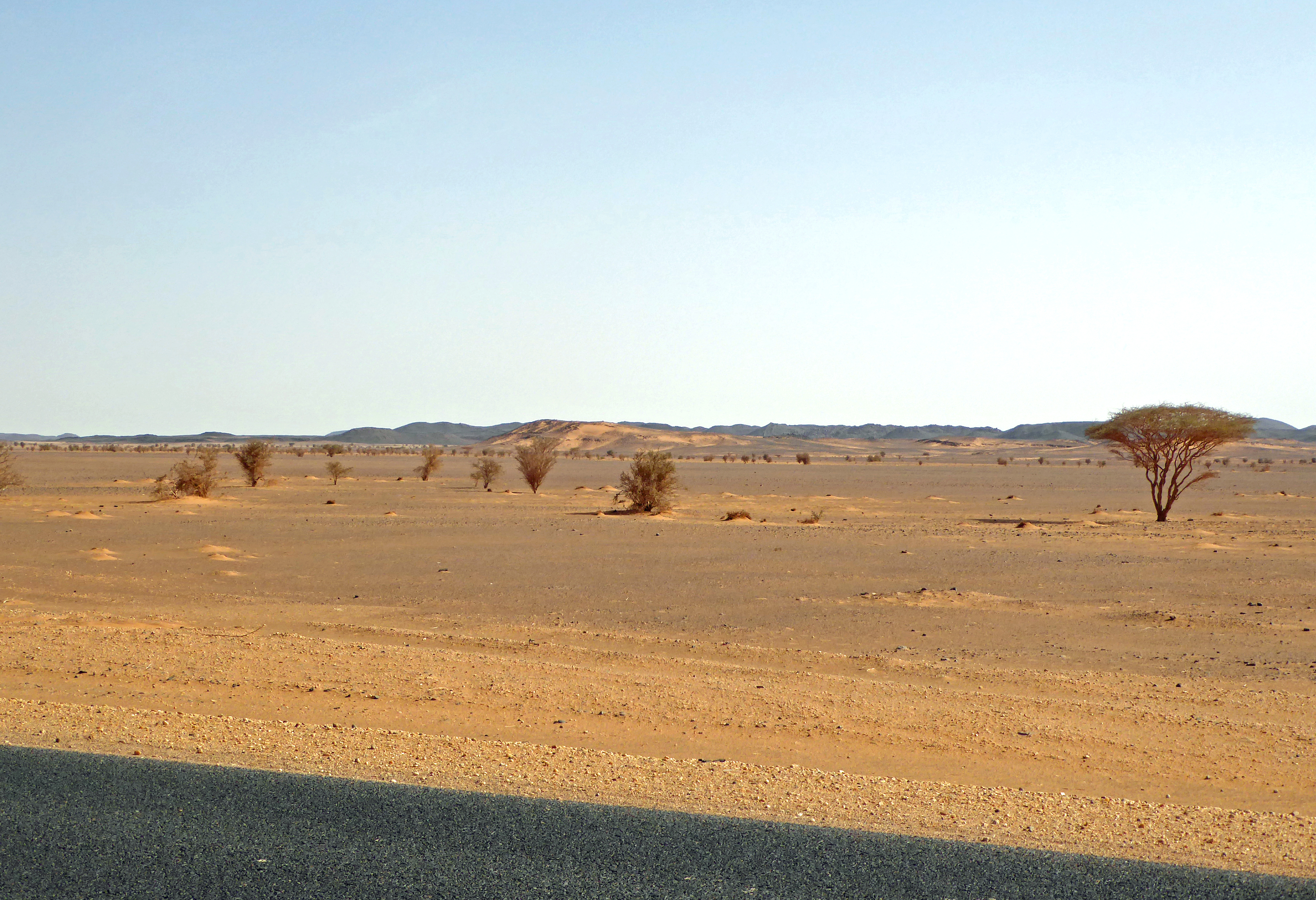
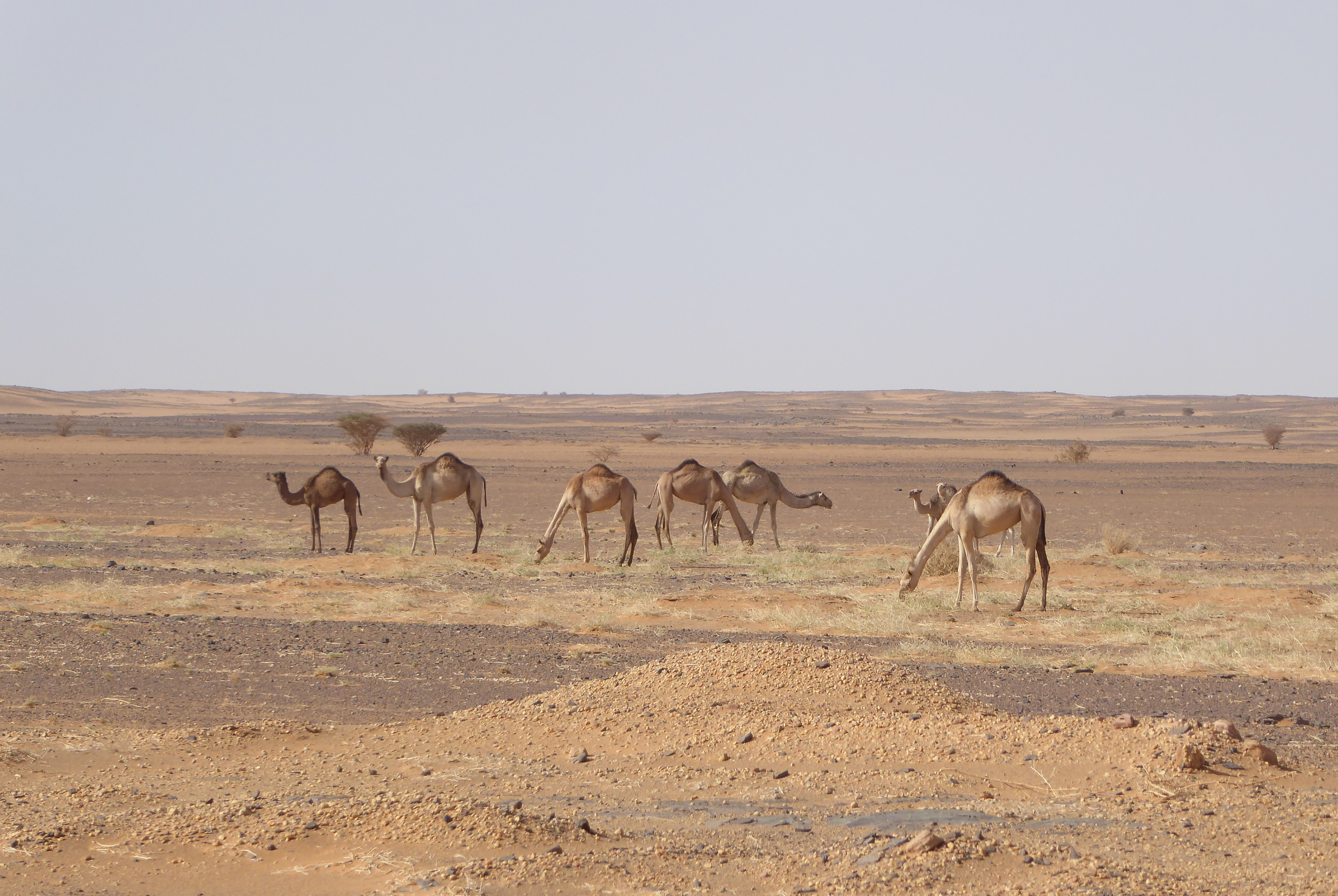
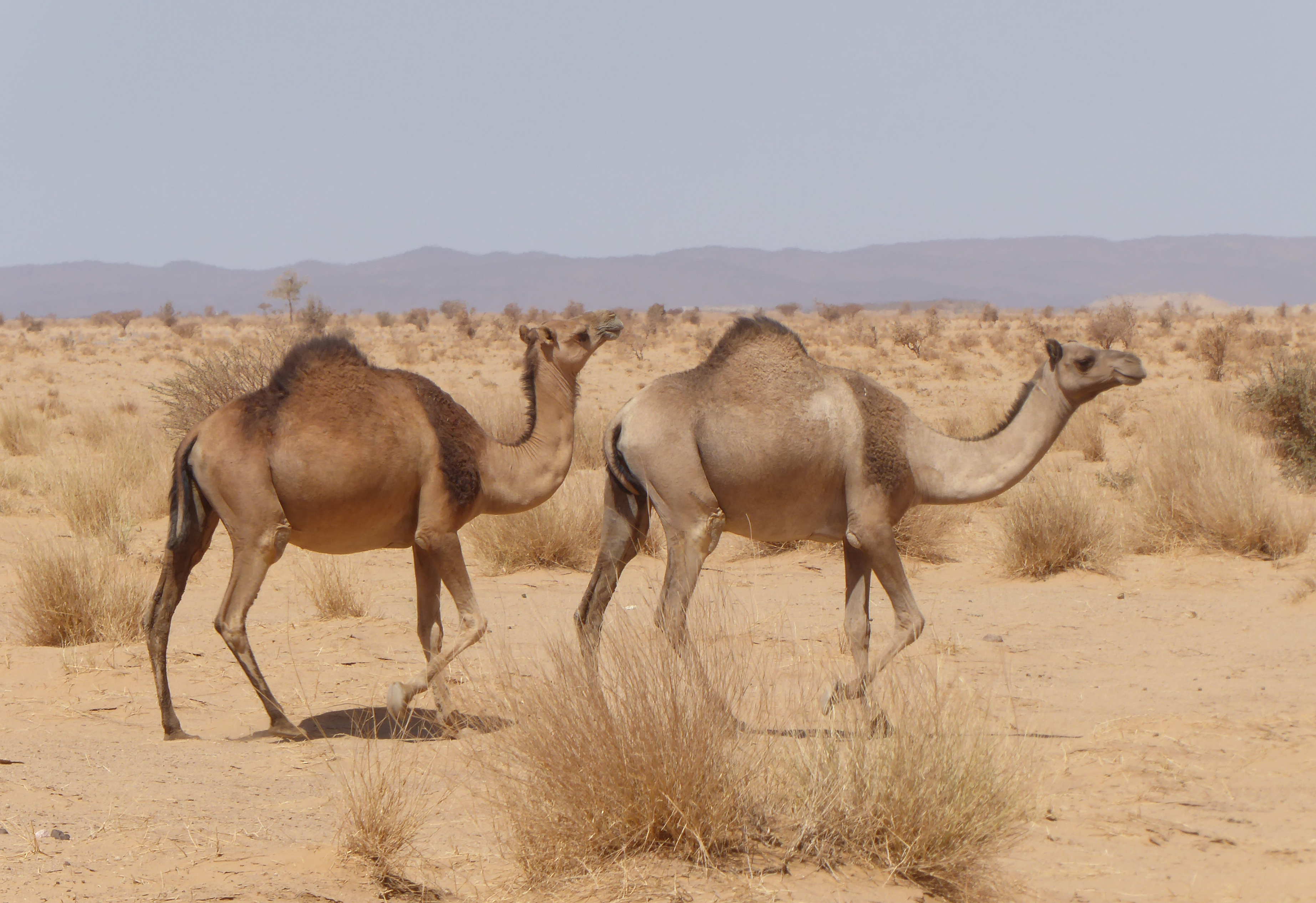
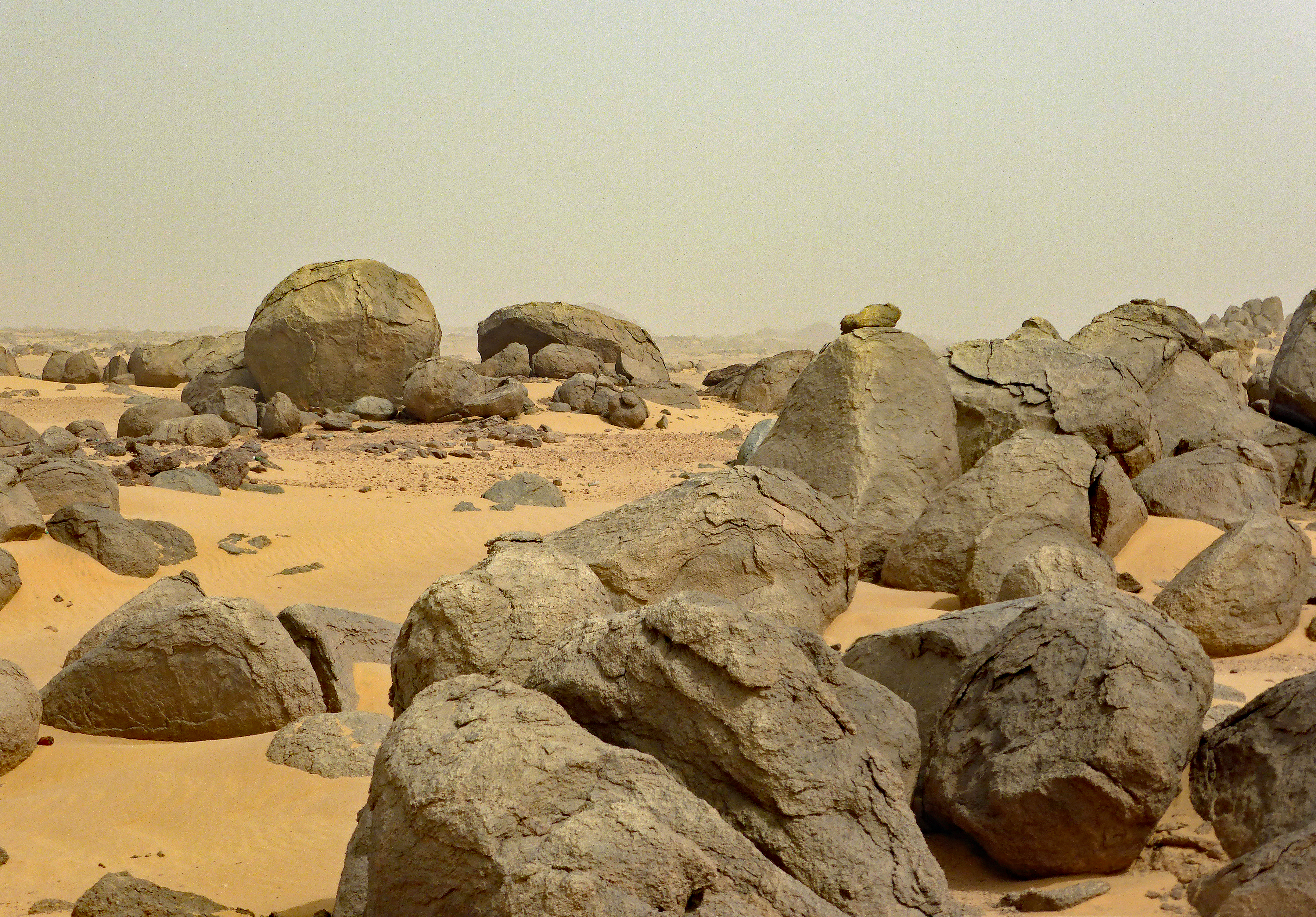
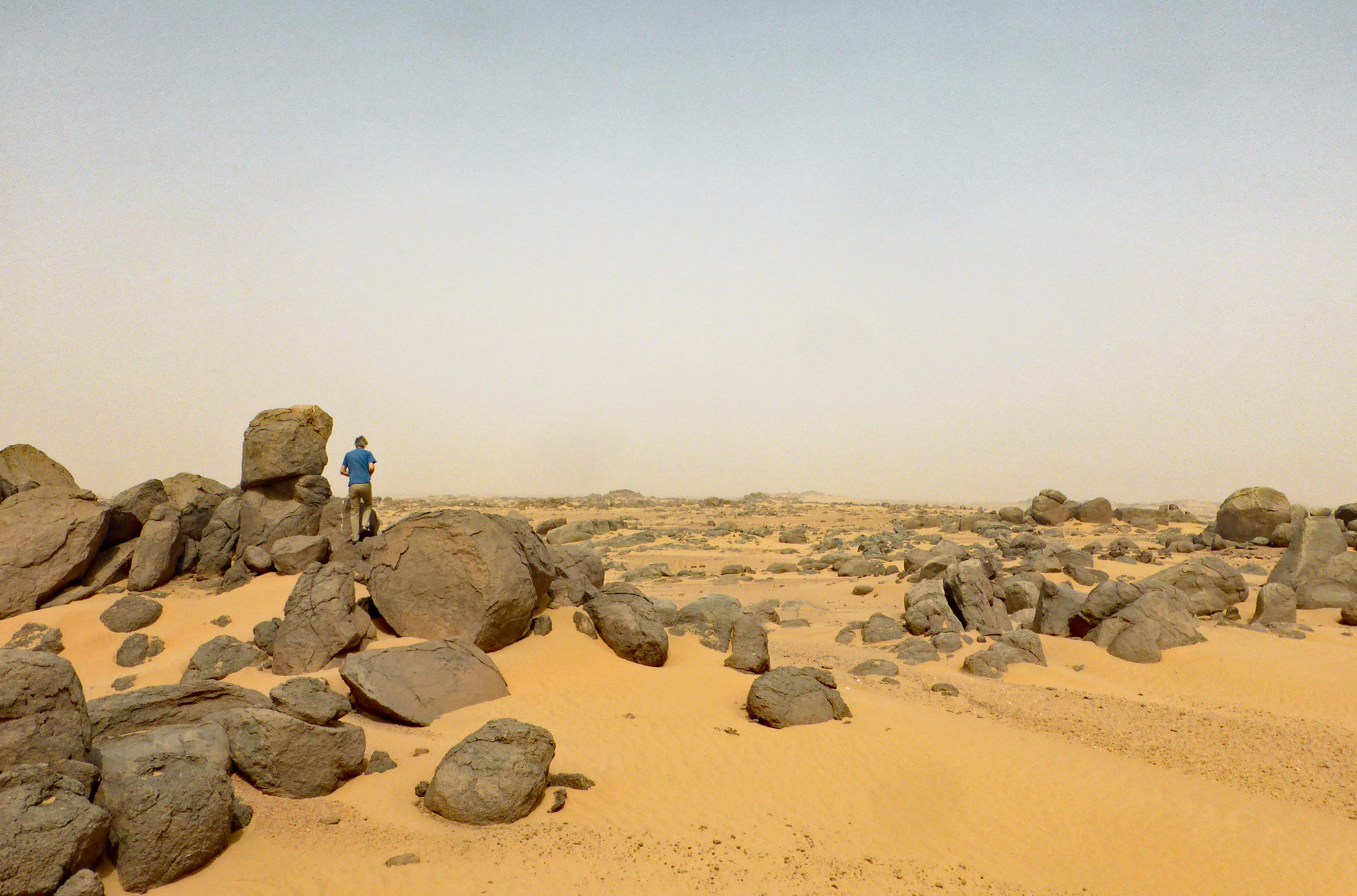